# Зундерн (Зауэрланд)
Зундерн (нем. Sundern) — город в Германии, в земле Северный Рейн-Вестфалия.
Подчинён административному округу Арнсберг. Входит в состав района Хохзауэрланд. Население составляет 28 730 человек (на 31 декабря 2010 года). Занимает площадь 192,86 км². Официальный код — 05 9 58 044.
Город подразделяется на 18 городских районов.
| Год  | Население |
| ---- | --------- |
| 1995 | 29 122    |
| 2000 | 29 970    |
| 2005 | 29 436    |
| 2010 | 28 884    |

## Фотографии

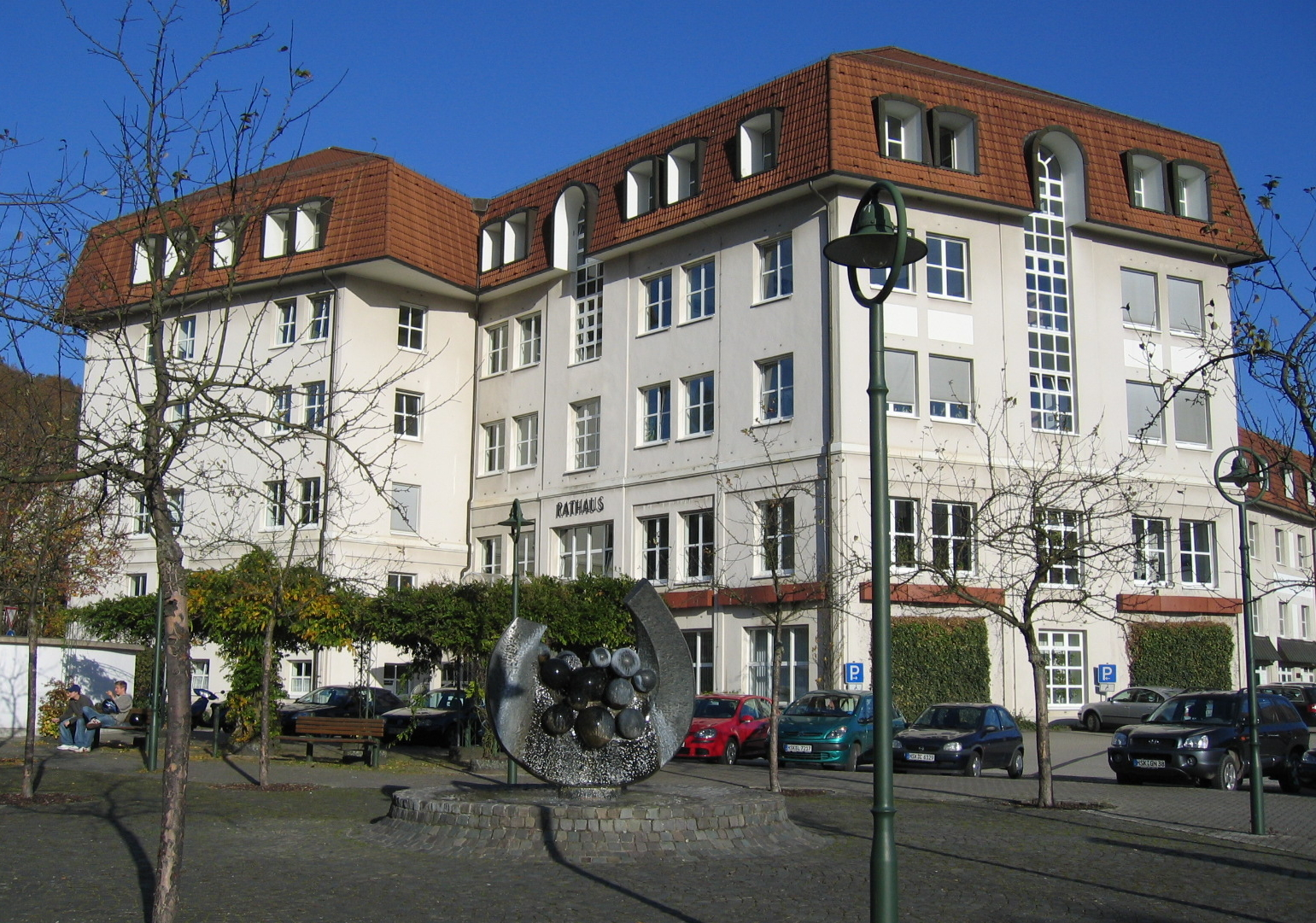
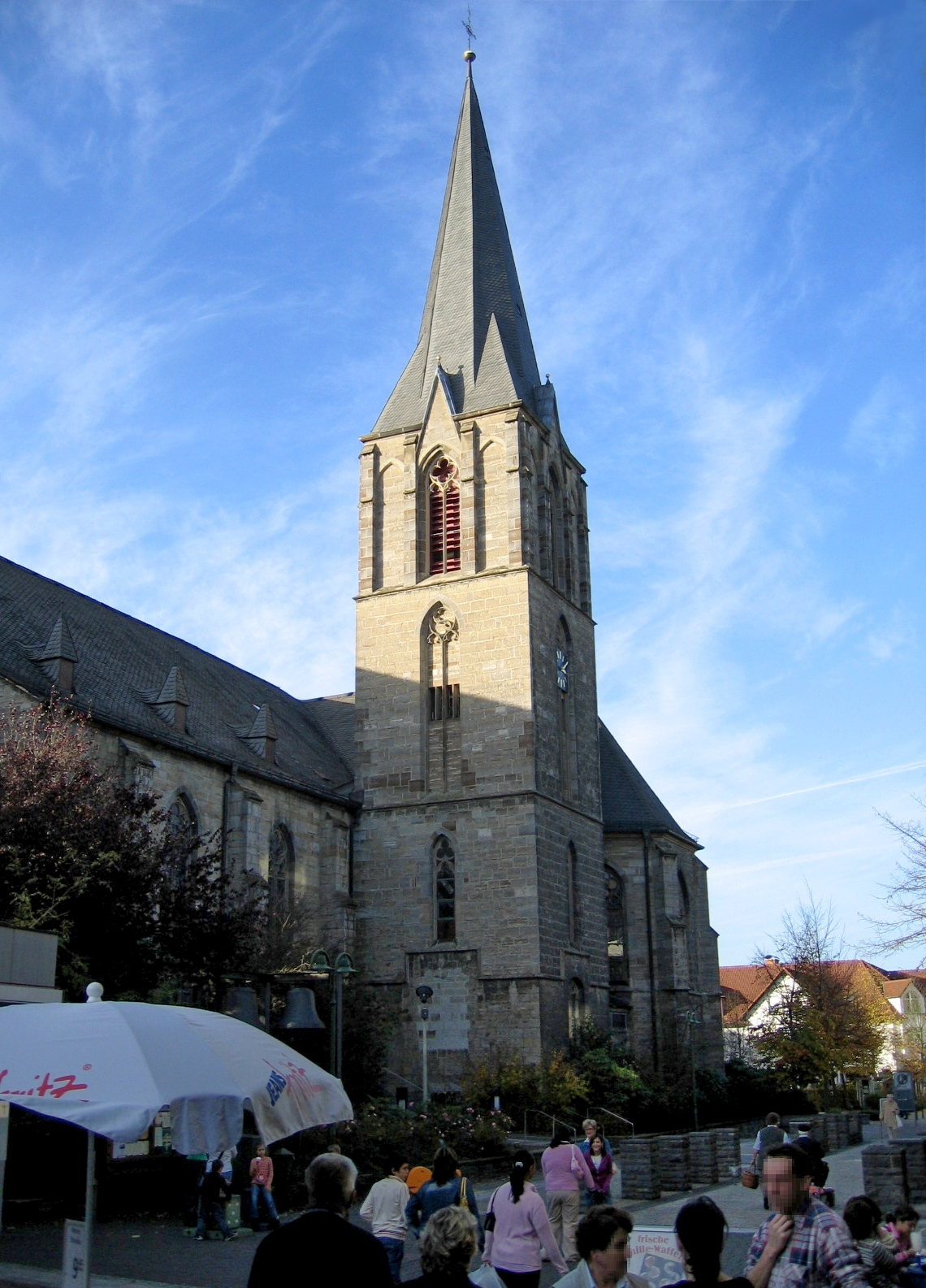
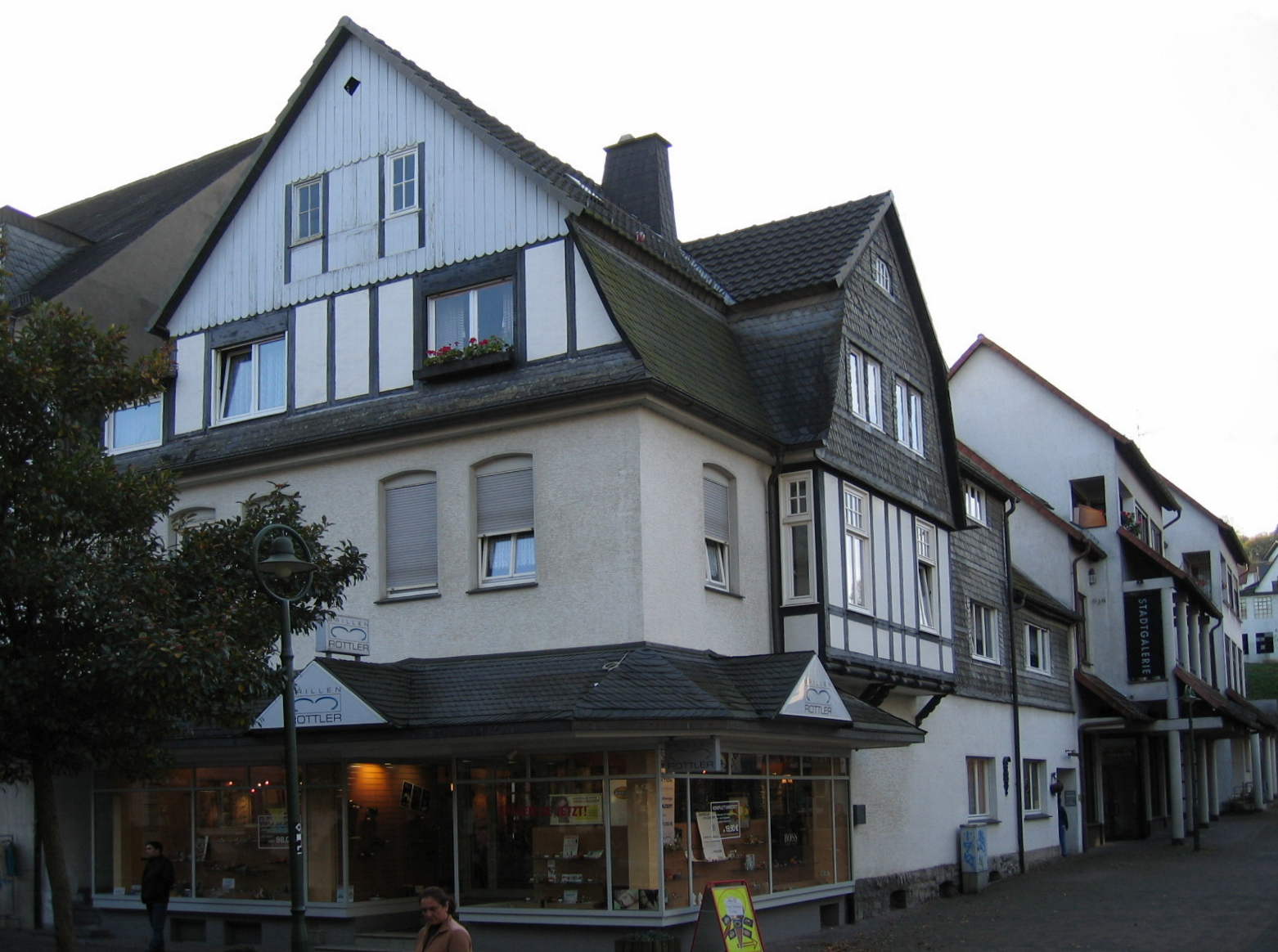
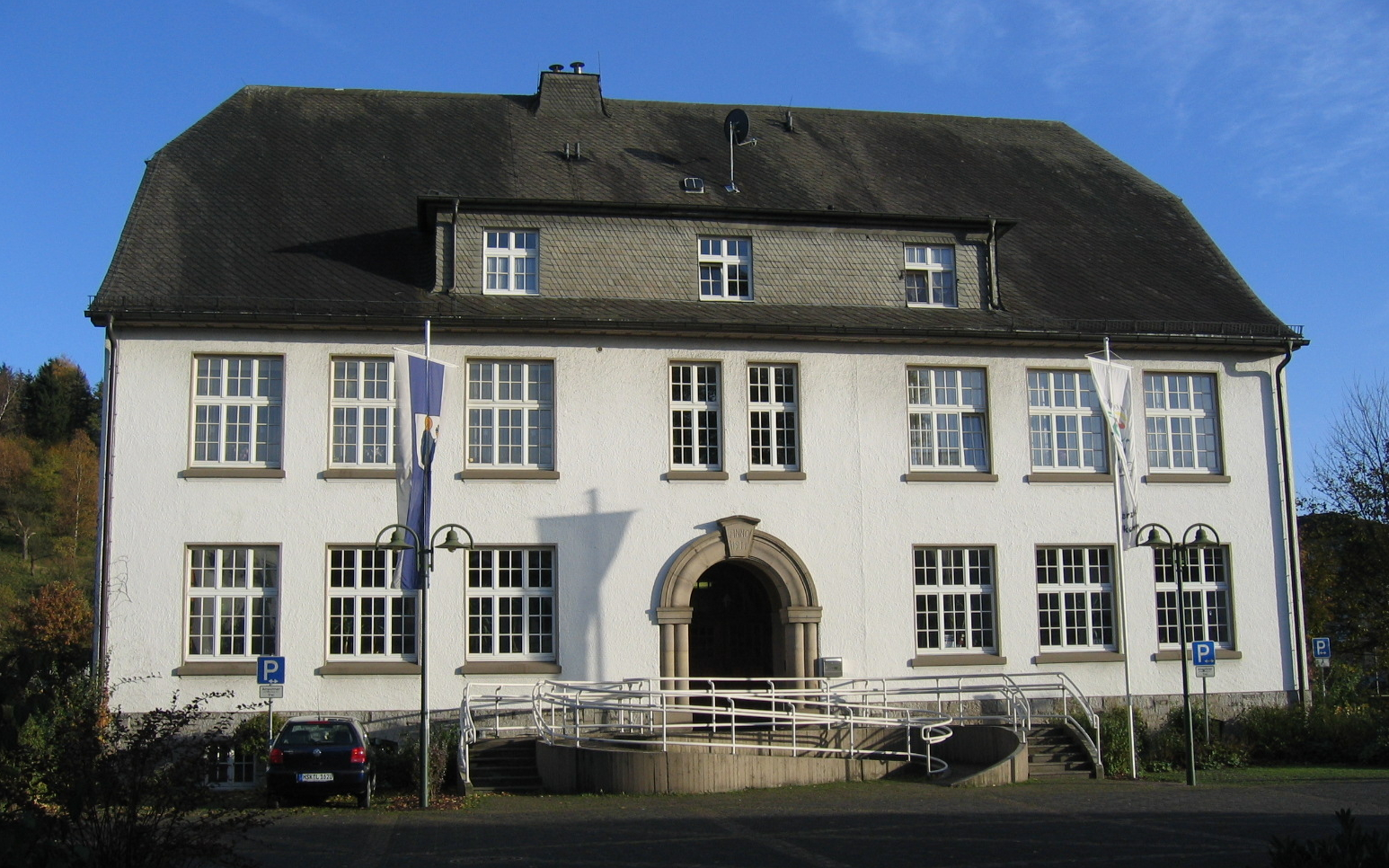
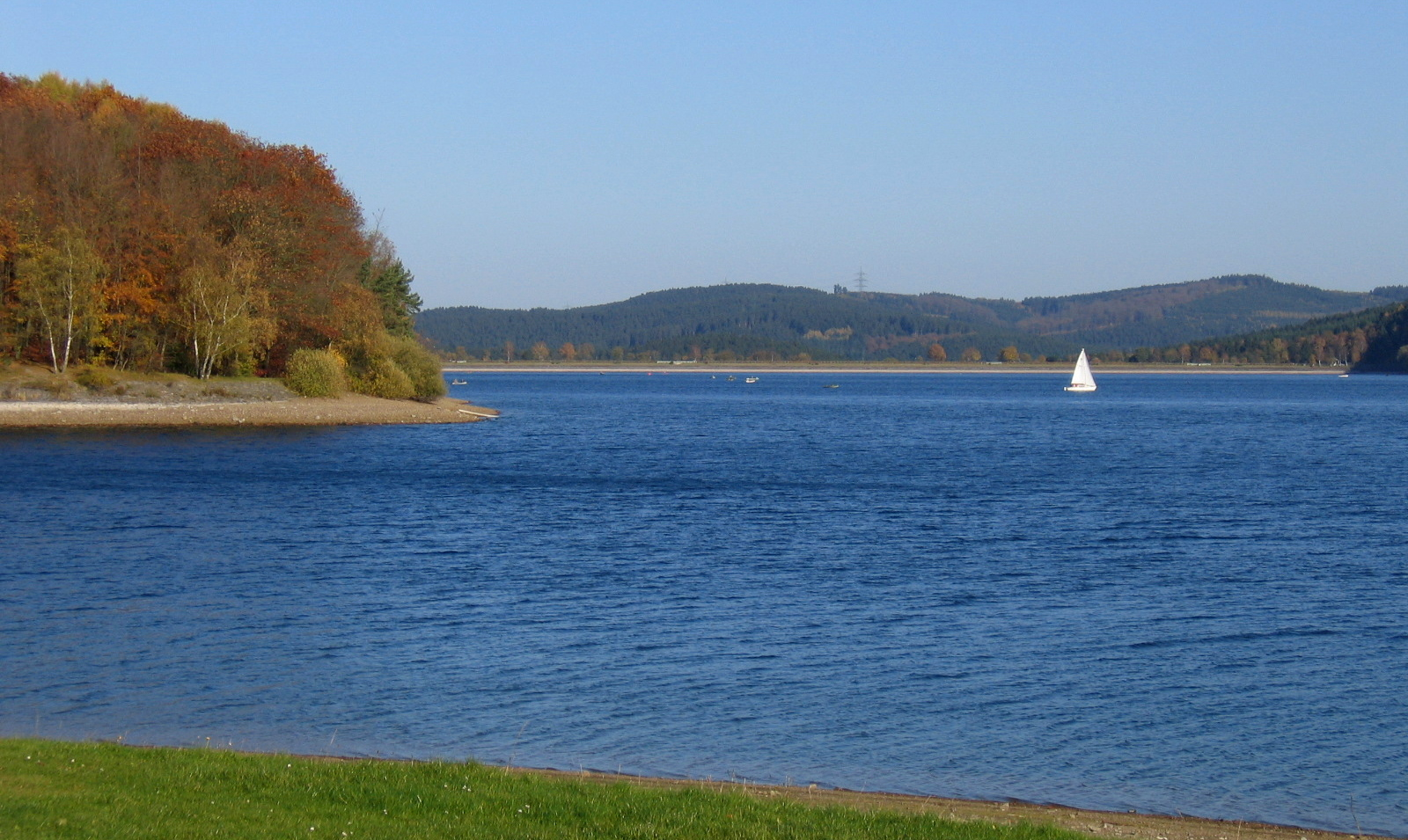